# Hans Brenner (attore)
Hans Brenner, all'anagrafe Johann Brenner (Innsbruck, 25 novembre 1938 – Monaco di Baviera, 4 settembre 1998), è stato un attore austriaco, residente in Germania.
Dopo una prima esperienza al cinema come attore bambino fu attivo principalmente in campo televisivo. È padre dell'attore tedesco Moritz Bleibtreu, avuto da una relazione intrattenuta con l'attrice austriaca Monica Bleibtreu.

## Biografia
Brenner nacque ad Innsbruck, nel Tirolo, il 25 novembre del 1938. Come attore bambino ha un'unica importante esperienza al cinema come protagonista nel 1953 di Junges Herz voll Liebe. Quando riprende a lavorare come giovane attore alla metà degli anni sessanta, è attivo soprattutto in televisione, partecipando ad un'ottantina di differenti produzioni.
Tra i suoi ruoli più noti, figurano, tra l'altro, quello di Mathias Kneissl nel film omonimo (1970), quello di Schorschi Gruber nella serie televisiva Die Hausmeisterin (1987-1992), quello di Padre Brendl nella serie televisiva Peter und Paul (1994-1998), quello di Hanns-Martin Schleyer nel film TV Todesspiel (1997), quello del Professor Böck nella serie televisiva Buongiorno professore (1998), ecc.; era inoltre un volto noto al pubblico per essere apparso come guest-star in serie televisive quali Il commissario Köster/Il commissario Kress (Der Alte), Polizeiinspektion 1, L'ispettore Derrick, Der Kommissar, ecc.
Fu membro dei Münchner Kammerspiele, nonché padre degli attori Moritz Bleibtreu (avuto dall'attrice Monica Bleibtreu) e Cilli Drexel (avuta da Ruth Drexel), oltre ad essere legato sentimentalmente all'attrice Susanne Kappeler. Muore nel 1998 a Monaco di Baviera in Germania, all'età di 59 anni.

## Filmografia parziale

### Cinema
- Junges Herz voll Liebe (1953) - Hansi Moosleitner
- Layout (1968)
- Mathias Kneissl (1970) - Mathias Kneissl
- Il girotondo dell'amore (1973)
- Gli esperti (Die Sachverständigen, 1973)
- Der Hauptdarsteller (1977)
- Il coltello in testa (1978)
- Nacht der Wölfe (1982) - padre di Daniela
- Peppermint-Frieden (1983)
- Spider Murphy Gang (1983)
- Bolero (1985)
- Starke Zeiten (1988)
- Mix Wix (1989)

### Televisione
- Die Komödie vom Reineke Fuchs - film TV (1965)
- Der Tod des Präsidenten - film TV (1967)
- Das Attentat - Schleicher: General der letzten Stunde - film TV (1967)
- Ich bin nicht der Eiffelturm - film TV (1969)
- Die Revolte - film TV (1969)
- Wie eine Träne im Ozean - miniserie TV (1971)
- Das Abenteuer eines armen Christenmenschen - film TV (1971)
- Das Jahrhundert der Chirurgen, serie TV, 1 episodio (1971)
- Der Kommissar - serie TV, 3 episodi (1971-1975) - ruoli vari
- Der Seitensprung des Genossen Barkassow - film TV (1972)
- Frau Brückl muß sich umstellen - film TV (1972)
- Oscar Wilde - film TV (1972)
- Im bayerischen Stil - film TV (1972)
- Der Sieger von Tambo - film TV (1973)
- Tatort - serie TV, 5 episodi (1973-1994) - ruoli vari
- Münchner Geschichten - serie TV (1974) - Max Litzner
- Squadra speciale K1, serie TV, 1 episodio (1974)
- Eurogang, serie TV, 1 episodio (1975)
- Alle Jahre wieder: Die Familie Semmeling - miniserie TV (1976)
- Alpensaga - serie TV (1976-1978)
- Eichholz und Söhne, serie TV, 1 episodio (1977)
- Polizeiinspektion 1 - serie TV, 4 episodi (1977-1985) - ruoli vari
- Il commissario Köster/Il commissario Kress (Der Alte) - serie TV, 7 episodi (1977-1991) - ruoli vari
- Ein Mann für alle Fälle - miniserie TV (1978)
- Die Farbe des Himmels - film TV (1979)
- L'ispettore Derrick - serie TV, ep. 08x11, regia di Theodor Grädler (1981) - Sig. Schulau
- Un caso per due - serie TV, 2 episodi (1981-1985) - ruoli vari
- Monaco Franze - Der ewige Stenz - miniserie TV (1983)
- Die Zeiten ändern sich - miniserie TV (1983)
- L'ispettore Derrick - serie TV, ep. 11x08, regia di Alfred Vohrer (1984) - Sig. Diehl
- Zur Freiheit - serie TV (1987) - Maxe Berghammer
- Die Chinesen kommen - film TV (1987)
- Dreifacher Rittberger, serie TV, 1 episodio (1987)
- L'ispettore Derrick - serie TV, ep. 13x08, regia di Dietrich Haugk (1987) - Hans Marx
- Die Hausmeisterin - serie TV, 15 episodi (1987-1992) - Schorschi Gruber
- Meister Eder und sein Pumuckl, serie TV, 1 episodio (1988)
- Café Meineid - serie TV, 1 episodio (1991)
- Herbert und Schnipsi - serie TV, 4 episodi (1994) - poliziotto
- Peter und Paul - serie TV, 13 episodi (1994-1998) - Padre Brendl
- Polizeiruf 110 - serie TV, 1 episodio (1995)
- Drei in fremden Kissen - film TV (1995)
- Der Bulle von Tölz - serie TV, 2 episodi (1996-1998) - ruoli vari
- Todesspiel - film TV documentario (1997) - Hanns-Martin Schleyer
- Ein Bayer auf Rügen - serie TV, 1 episodio (1997)
- Markus Merthin, medico delle donne - serie TV (1997) - Hansi
- Tierarzt Dr. Engel - serie TV (1998)
- Buongiorno professore - serie TV, 13 episodi (1998) - Prof. Böck

## Premi e nomination (lista parziale)
- 1997: Premi TeleStar come miglior attore in un film TV per Todesspiel[8]
- 1998: Goldene Kamera come miglior attore tedesco per Todesspiel[8]